# Хребет (станция)
Хребе́т — железнодорожная станция Южно-Уральской железной дороги, расположена в 14 км к юго-востоку от города Златоуста, на высоте 492 метра над уровнем моря. Станция находится в посёлке Хребет Миасского городского округа.

## История
Станция сооружена во время строительства линии Златоуст — Челябинск. В районе станции линия железной дороги делает четырёхкилометровую петлю, ветви которой в самом узком месте находятся на расстоянии около 120 м, при этом восточная ветвь расположена примерно на 20 м выше, чем западная. В 200 м к юго-востоку от станции находится карьер для добычи щебня, разрабатывающийся с 1944 года, и при нём щебёночный завод, снабжающий щебнем для отсыпки балласта Южно-Уральскую железную дорогу. В 1963 году на станции построена тяговая подстанция. Название станции произошло от места её расположения — на восточном склоне Уральского хребта. В период паровозной тяги подъем от станции Хребет до станции Уржумка считался самым трудным, и поезда часто водились двойной тягой.

### Катастрофа 1943 года[3][4][5]
3 марта 1943 года на железнодорожной станции Хребет произошла железнодорожная катастрофа с воинским эшелоном, в котором с Дальнего Востока на фронт ехали военные моряки. Эшелон с моряками Тихоокеанского флота остановился на станции в ночное время. Чтобы согреться, день и ночь моряки топили буржуйки, оборудованные тут же в вагонах. Машинист приближавшегося к станции товарного поезда по невыясненной причине (предполагается, что женщина-машинист, не имевшая достаточного опыта, задремала, впоследствии она была осуждена на 5 лет ИТЛ) не увидел ни сигналов дежурного, ни стоящего на его пути поезда. На большой скорости поезд въехал в последний вагон эшелона. От сильного удара деревянные вагоны взлетели вверх, а потом обрушились друг на друга. Из-за развалившихся буржуек в теплушках начался пожар. Огонь безуспешно пробовали тушить с паровоза. В катастрофе и последовавшем пожаре погибло 58 человек.

## Поезда дальнего следования
Поезда дальнего следования на станции не останавливаются.

## Пригородное сообщение
В направлении Златоуста следуют 5 пар пригородных поездов в день, в направлении Челябинска — 4.